# Fiat 124 Spider (2016)
La Fiat 124 Spider è un'autovettura spider a trazione posteriore a due posti, presentata dalla casa automobilistica italiana FIAT al salone dell'automobile di Los Angeles il 18 novembre 2015 per poi essere messa in vendita nel giugno 2016, la cui produzione è terminata nel dicembre 2019.

## Contesto
Il nome della vettura e alcuni dettagli richiamano il design esterno della Fiat 124 Sport Spider del 1966 disegnata da Pininfarina. Essa riporta la FIAT nel mercato delle spider a 10 anni di distanza dalla fine della produzione della Barchetta.
Il progetto (codice interno Tipo 348) è frutto di una collaborazione industriale FCA e Mazda, che prevede molte componenti in comune con la quarta generazione della Mazda MX-5 (come il pianale e gli interni), e la realizzazione della 124 Spider nella fabbrica Mazda di Hiroshima, in Giappone. Il motore, così come la carrozzeria, sono progettati interamente da FCA Italy e differiscono da quelli dalla MX-5.

## Caratteristiche

### Carrozzeria
L'auto riprende molti tratti stilistici dall'antenata del 1966 disegnata da Tom Tjaarda: bassa, cofano lungo e con due rilievi longitudinali, mascherina sottile di forma esagonale con trama a nido d'ape, fari appuntiti, passaruota arrotondati, cofano posteriore a "coda di rondine" dettaglio molto particolare ripreso dal prototipo Pininfarina Rondine, disegnata dallo stesso Tjaarda.
Rispetto alla controparte giapponese la 124 Spider è più lunga di 12 cm. Tali maggiori dimensioni vanno anche a vantaggio della capacità del bagagliaio a macchina chiusa, che è di 140 litri rispetto ai 130 della Mazda MX-5.

### Interni

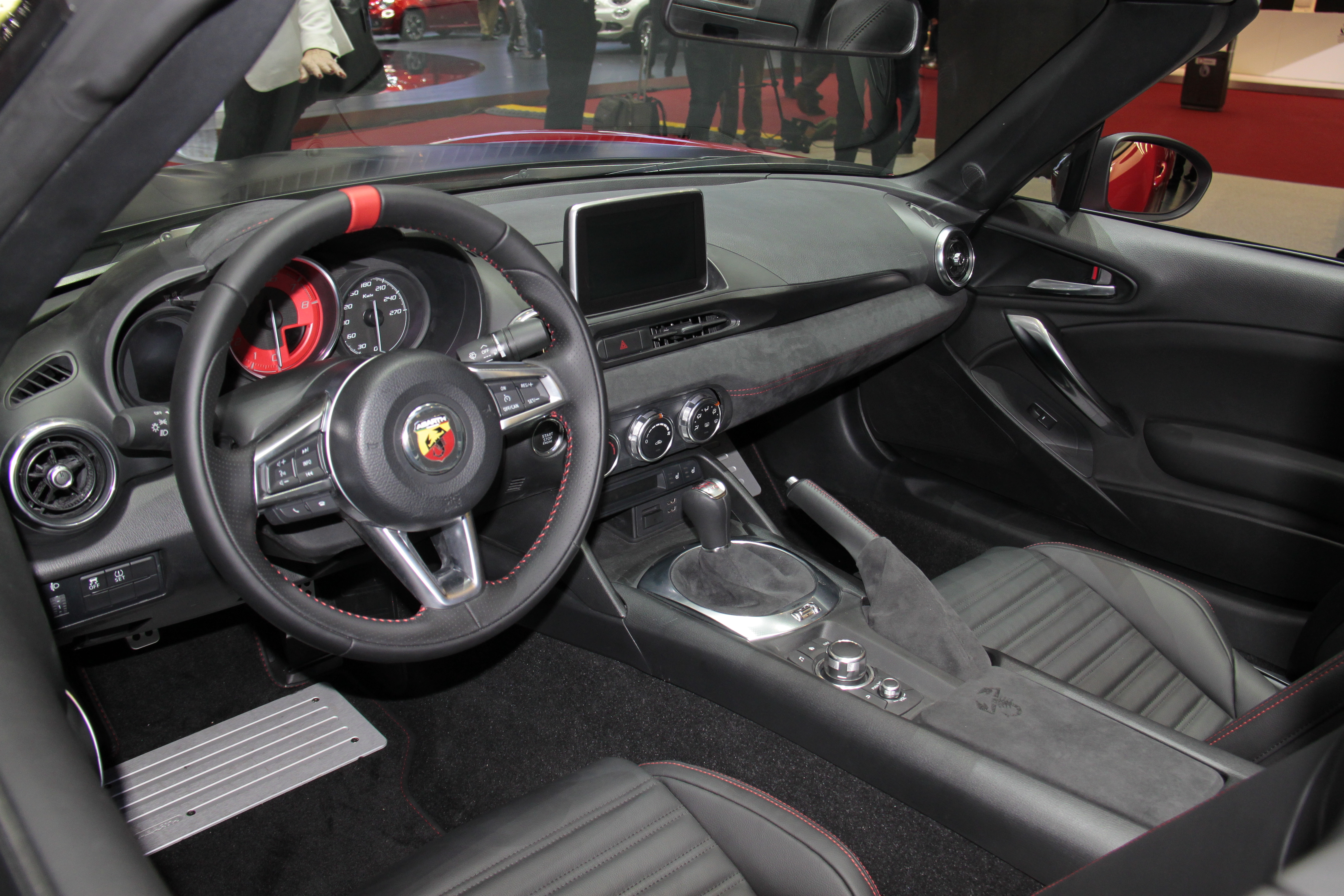
Interni di una Abarth 124 Spider

Gli interni vengono condivisi con la Mazda MX-5; la plancia è sottile, con inserti in nero lucido o argento, con un ampio cruscotto; sempre nella plancia troviamo il sistema infotainment con schermo touch screen da 7" e navigatore 3D, lettore MP3, due prese USB e un ingresso AUX, connessione Bluetooth e telecamera posteriore.

### Meccanica
La 124 Spider è spinta da un motore Fiat di 1,4 litri MultiAir turbo. Per il mercato europeo il motore ha una potenza di 140 CV e 240 Nm di coppia, mentre la versione per i mercati del Nord America produce 160 CV con 249 Nm di coppia.
La trasmissione è affidata a un cambio manuale a 6 marce e nel mercato nordamericano ci sarà anche la trasmissione automatica. Rispetto alla sorella Mazda la 124 Spider differisce anche per molti particolari come la capote a doppio strato con lunotto in vetro per migliorarne l'insonorizzazione, gestione dello sterzo migliorata e sospensioni maggiorate.

## Versioni speciali
Gli allestimenti disponibili al lancio erano 124 Spider e Lusso, quest'ultimo comprendente cerchi da 17", roll-bar posteriore, montante anteriore color argento, interni con sedili in pelle nera o color tabacco, doppio terminale di scarico cromato.

### America
Questa edizione limitata di soli 124 esemplari prodotti, che è stata presentata al Salone di Parigi nel settembre 2016, si ispira alla Fiat 124 Spider "America" degli anni '80, costruita per celebrare i 50 anni della carrozzeria Pininfarina. Questa versione si distingue per la vernice in bronzo, le calotte degli specchietti color argento, gli interni in "pelle tabacco" e la targhetta numerata. È inoltre dotata di cerchi da 17 pollici con un design con 4 razze che ricorda quelli della omonima progenitrice e un portapacchi posteriore in metallo; è disponibile solo con cambio manuale a 6 marce.

### Europa
L'Europa è una versione speciale che ha debuttato al Salone di Ginevra 2017, creata per celebrare l'omonima versione che Pininfarina realizzò e presentò a Ginevra negli degli anni 80.

### S-Design
Presentata al Salone di Ginevra a marzo 2018, è dotata di montante del parabrezza e calotte degli specchietti bruniti. Inoltre questa versione è dotata di cerchi specifici da 17 pollici color antracite, logo della bandiera italiana sul bagagliaio e strisce rosse dipinte sulle fiancate.

### Rally Tribute
Realizzata in 124 esemplari e presentata al salone di Ginevra 2019, questa edizione si caratterizza per i cerchi bianchi da 17 pollici e per altri dettagli specifici, per omaggiare le vittorie della versione rally.

### Anniversario

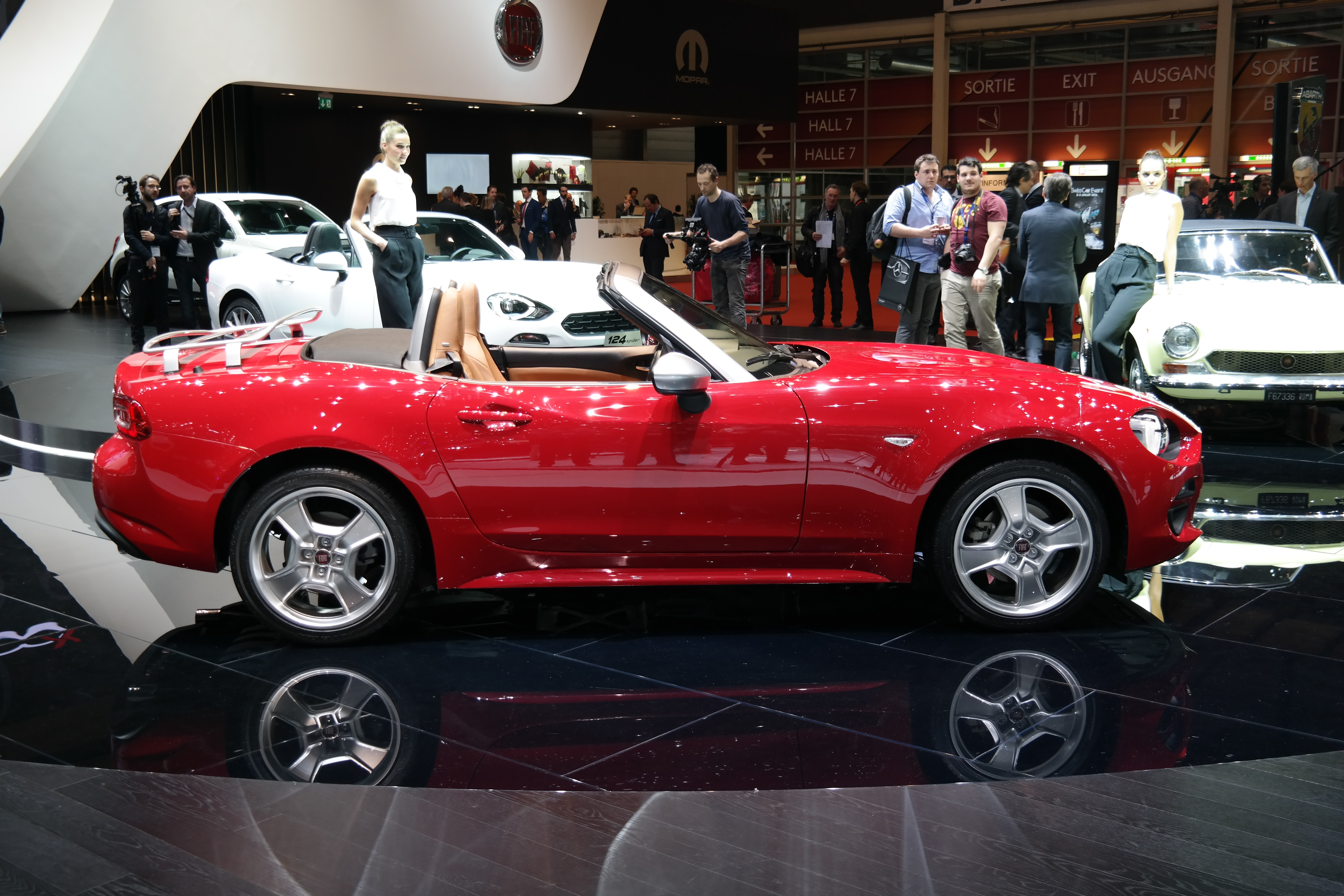
Vista laterale di una 124 Spider Anniversario del 2016

All'inizio della commercializzazione è stata introdotta una edizione limitata chiamata 124 Spider Anniversario, prodotta in solo 124 unità per celebrare il 50º anniversario della nascita della sua progenitrice, la Fiat 124 Sport Spider, lanciata nel 1966. Le caratteristiche peculiari di questa versione comprendono una dotazione di serie, rispetto alle altre versioni, più ricca con cerchi da 17'' cromati a 4 razze che si rifanno a quelli denominati Cromodora montati sull'antenata, interni in pelle color beige scuro, una specifica tinta rossa per la carrozzeria, dettagli in color grigio satinato (come specchietti, montanti e roll-bar), portapacchi cromato posto sopra il baule posteriore, doppio terminale anch'esso color cromo e una targhetta identificativa sulla griglia anteriore con la scritta 50.

### Abarth 124 Spider

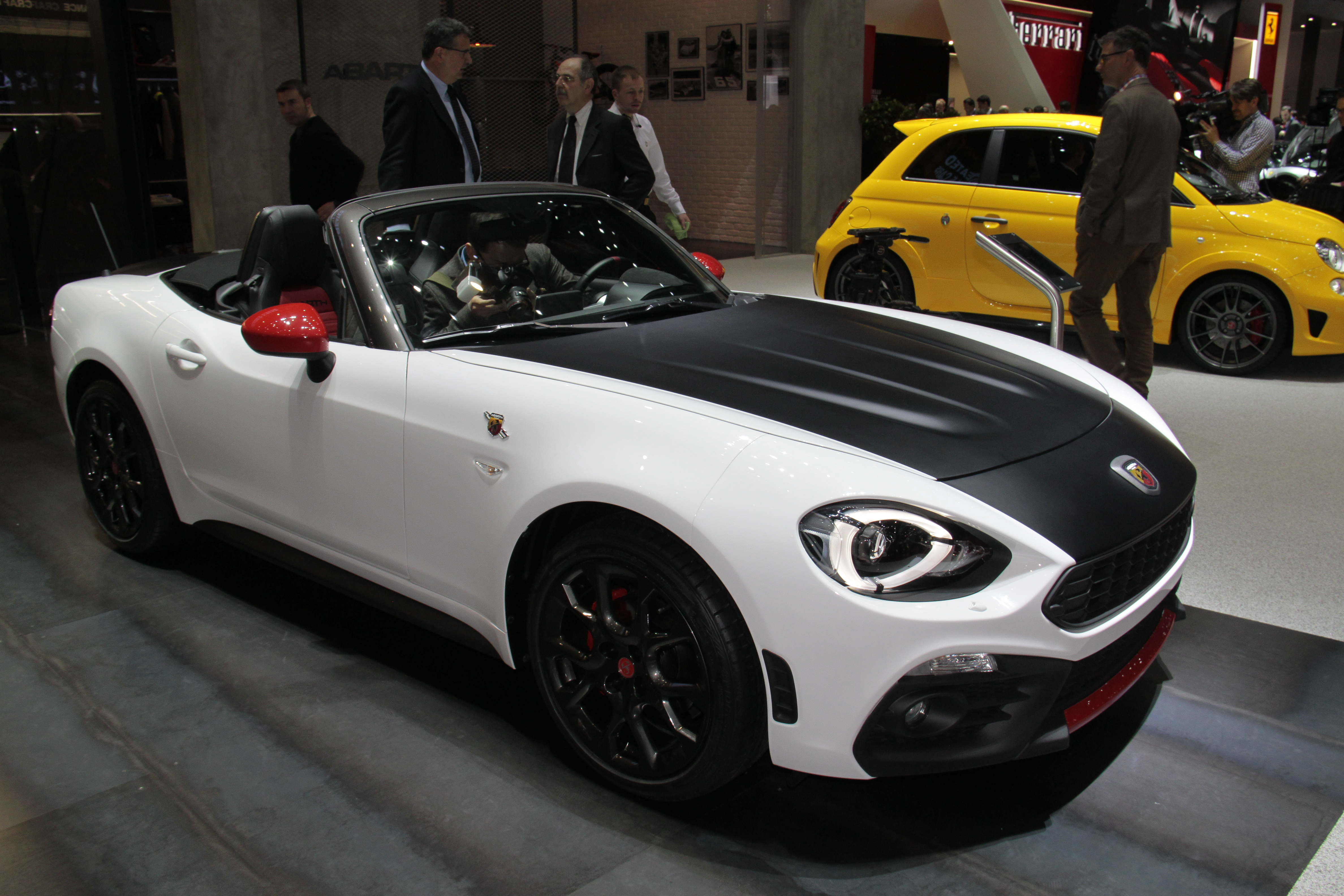
La versione sportiva Abarth 124 Spider

Il responsabile FCA in Europa Alfredo Altavilla ha annunciato nel novembre del 2015 una versione sportiva marchiata Abarth, della quale nel dicembre 2015 sono spuntati i primi muletti per i test pre-serie.
Al Salone dell'Automobile di Ginevra del 2016 viene presentata ufficialmente la Abarth 124 Spider. L'auto s'ispira alle linee della progenitrice Fiat 124 Abarth Rally, con prese d'aria più grandi e accattivanti, scarichi posteriori doppi e una carrozzeria con vernice bicolore con il cofano motore e del bagagliaio verniciati di nero come l'antenata. Il motore MultiAir 1.4 arriva a erogare 170 CV e 250 Nm di coppia con una velocità massima di 232 km/h e una accelerazione da fermo nello 0-100 km/h di 6,8 secondi, grazie al peso contenuto in soli 1.060 kg e con una distribuzione del peso 50:50 tra gli assi.

### Abarth 124 Rally

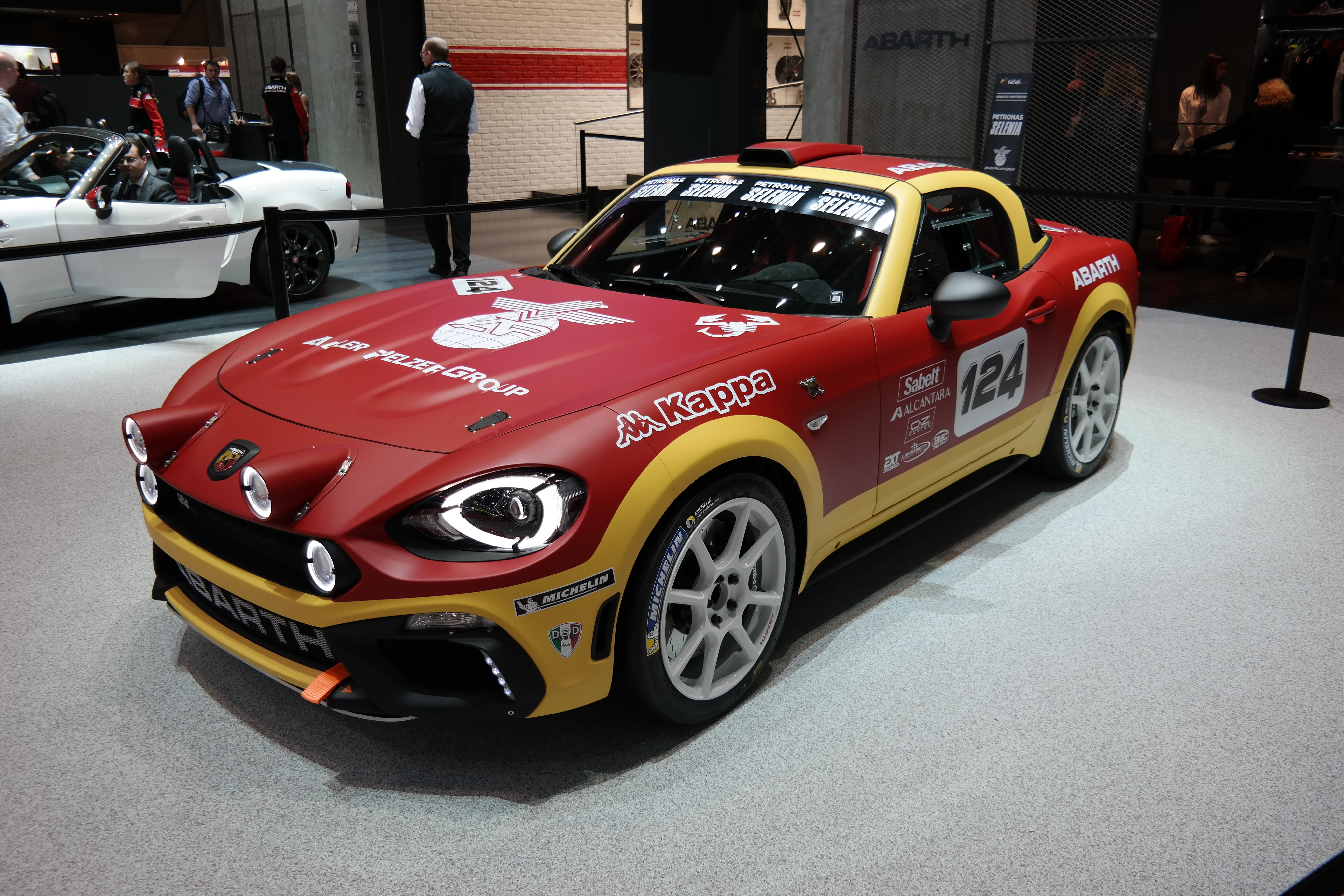
Il prototipo da competizione Abarth 124 Rally

Oltre alla versione stradale, Abarth presenta anche un prototipo da corsa, ispirata anch'esso alla sportiva Fiat 124 Abarth Rally degli anni 70, che ha gareggiato in un campionato monomarca nel 2017 ed in seguito nel FIA R-GT.
Ha un motore da 1750 cm³ di derivazione Alfa Romeo turbocompresso con 300 CV sviluppati a 6.500 giri/minuto, montato in posizione arretrata rispetto all'asse anteriore per migliorare il bilanciamento dei pesi e un cambio sequenziale al volante. Esteriormente si differenzia per un tetto rigido al posto della capote in tela, che copre un roll-bar a gabbia, oltreché per una mascherina differente e dei fari supplementari a LED, cerchi in lega specifici da gara e freni maggiorati.

## Motorizzazione
| Modello            | Disponibilità | Motore  | Cilindrata (cm³) | Potenza         | Coppia Massima (Nm) | Emissioni CO2 (g/km) | 0–100 km/h (secondi) | Velocità max (km/h) | Consumo medio (km/l) |
| 1.4 Turbo MultiAir | dal debutto   | Benzina | 1368             | 103 kW (140 CV) | 240                 | 148                  | 7,5                  | 215                 | 15                   |